# Moulin de Sannois
Le moulin de Sannois, parfois appelé moulin de Montrouillet  est un moulin à vent à pivot du XVIIIe siècle, situé à Sannois, dans le Val-d'Oise, à 15 kilomètres environ au nord-ouest de Paris.

## Situation et accès
Il est positionné au sommet de la butte du mont Trouillet qui domine la vallée de Montmorency et la vallée de la Seine et offre un point de vue exceptionnel.
Le moulin, situé au 26, rue des Moulins à Sannois, est accessible par le bus et est ouvert au public : pour les particuliers le premier dimanche de chaque mois et pour les groupes sur rendez-vous.

## Historique
Le moulin de Sannois est un rare moulin sur pivot. Il est, selon les spécialistes, le plus important moulin de ce type dans la région Île-de-France.[réf. nécessaire]
Érigé en 1759 par François Roger, vigneron à Franconville, il fonctionna jusqu'en 1866. La poutre centrale lui servant de pivot, taillée dans le bois d'un chêne vieux de trois cents ans, atteint une hauteur de six mètres d'un seul tenant. L'ensemble du moulin pèse plus de quarante tonnes (le mécanisme intérieur des moulins permettait de transformer le vent en force mécanique qui écrase le grain entre les meules). À côté du moulin, le « Restaurant des Moulins » fut érigé à la fin du XIXe siècle à l'emplacement de l'ancienne bâtisse qui abritait les meuniers, restaurée en 1994, le bâtiment est appelé la « Maison du Meunier ». Le troisième moulin de Sannois construit vers 1789 deviendra un « marchand de vins champêtres » dès 1895 et sera une des guinguettes incontournables de l'époque. Jusqu'en 1920, il est connu sous le nom de « moulin de la terrasse du Père la Galette ». Le restaurant est rebaptisé depuis « moulin de la Galette ».
Les moulins de Sannois furent souvent peints par Maurice Utrillo lors de son séjour dans la ville en 1912 et 1913. Le dernier d'entre eux, fermé un temps car très dégradé par les années et les intempéries, fut rouvert au public en octobre 1976 après des travaux de restauration engagés et financés par la municipalité, devenue propriétaire en 1939. Le site de la butte du mont Trouillet, moulin compris, fut classé en 1934. L'édifice est inscrit à l'inventaire des monuments historiques depuis le 12 mai 1975.
La tempête de décembre 1999 cassa une aile et endommagea le « rouet » (roue solidaire de l'axe des ailes et munie de dents en bois dur). Le moulin a bénéficié d'une restauration fonctionnelle en 2008. 
En novembre 2003, un vignoble de 2 050 pieds fut planté sur 3 000 m2 au pied du moulin. Les premières vendanges eurent lieu en septembre 2006. Non seulement le vin de Sannois a été largement récompensé pour ses qualités gustatives en obtenant l'Orchidée d'or, 1er prix pour la cuvée Pinot gris 2008 ainsi que le 4e prix pour la cuvée Cyrano de Bergerac 2008 ; mais il a également été honoré du prix de la meilleure étiquette[réf. nécessaire].